# Liste der denkmalgeschützten Objekte in Tarrenz
Die Liste der denkmalgeschützten Objekte in Tarrenz enthält die 20 denkmalgeschützten, unbeweglichen Objekte der Gemeinde Tarrenz.

## Denkmäler
| Foto |                 | Denkmal                                                                                  | Standort                                         | Beschreibung | Metadaten |
| ---- | --------------- | ---------------------------------------------------------------------------------------- | ------------------------------------------------ | --- | --- |
| BW   | Datei hochladen | Burgruine Altstarkenberg HERIS-ID: 13865 Objekt-ID: 10080 TKK: 117792seit 2012           | Schulgasse 31, nordwestlich Standort KG: Tarrenz | Die Burg wurde 1217 erstmals als Stammburg der Starkenberger erwähnt, sie wurde vermutlich in der 2. Hälfte des 12. Jahrhunderts erbaut. Im Zuge der Starkenberger Fehde wurde sie 1422 durch Herzog Friedrich IV. erobert, zerstört und nicht mehr aufgebaut. Heute sind nur noch einige Mauerreste erhalten. | BDA-Hist.: Q17310650 Status: Bescheid Stand der BDA-Liste: 2025-06-30 Name: Burgruine Altstarkenberg GstNr.: 2999/1                                              |
| BW   | Datei hochladen | Burgruine Gebratstein, Föllaturm HERIS-ID: 13864 Objekt-ID: 10079 TKK: 104252seit 2012   | Standort KG: Tarrenz                             | Die Burg wurde archäologischen Befunden zufolge vermutlich im 12. oder 13. Jahrhundert errichtet, aber erst 1521 erstmals erwähnt. Vermutlich wurde sie nach der Niederwerfung der Starkenberger durch Herzog Friedrich IV. dem Verfall preisgegeben. Heute erhalten ist noch die 15 m lange, rund 1,5 m starke und bis zu 4 hohe Ostmauer, die aus großen Findlingen und Bachsteinen mit wenig Mörtel errichtet wurde. | BDA-Hist.: Q17310651 Status: Bescheid Stand der BDA-Liste: 2025-06-30 Name: Burgruine Gebratstein, Föllaturm GstNr.: 2999/1                                      |
| ja   | Datei hochladen | Meilenstein HERIS-ID: 23574 Objekt-ID: 19929 TKK: 38430                                  | Dollinger Standort KG: Tarrenz                   | Der oben abgerundete Meilenstein an der Mieminger Straße mit der Inschrift VII MEILEN von INNSBRUCK stammt aus dem 19. Jahrhundert. | BDA-Hist.: Q37877310 Status: § 2a Stand der BDA-Liste: 2025-06-30 Name: Meilenstein GstNr.: 3530 Meilenstein (Tarrenz)                                           |
| ja   | Datei hochladen | Bildstock HERIS-ID: 23573 Objekt-ID: 19928 TKK: 21554                                    | östlich Dollinger 40 Standort KG: Tarrenz        | Der gemauerte Bildstock an der Mieminger Straße wurde um 1920 zum Dank für die gesunde Rückkehr aus dem Ersten Weltkrieg errichtet. In der vergitterten Rundbogennische befindet sich ein Kruzifix. | BDA-Hist.: Q37877300 Status: § 2a Stand der BDA-Liste: 2025-06-30 Name: Bildstock GstNr.: 2261/7 Bildstock (Dollinger, Tarrenz)                                  |
| BW   | Datei hochladen | Gotter-Kapelle HERIS-ID: 23575 Objekt-ID: 19930 TKK: 21518                               | südöstlich Eglsee 2 Standort KG: Tarrenz         | Die Kapelle im Wald zwischen Tarrenz und Obtarrenz wurde im Gedenken an die Schlacht von Königgrätz um 1866 erbaut. Die gemauerte, einjochige Kapelle mit dreiseitigem Abschluss und Satteldach mit Dachreiter weist an der Westfassade ein Rechteckportal auf. Die Fassaden sind mit Putzgliederung an Gebäudekanten und Maueröffnungen versehen. | BDA-Hist.: Q37877342 Status: § 2a Stand der BDA-Liste: 2025-06-30 Name: Gotter-Kapelle GstNr.: 2985/109                                                          |
| ja   | Datei hochladen | Schloss und Brauerei Neustarkenberg HERIS-ID: 4327 Objekt-ID: 170 TKK: 135380            | Griesegg 1 Standort KG: Tarrenz                  | Die Burg wurde nach 1317 errichtet und war ab 1410 in landesfürstlichem Besitz, danach wechselten die Besitzer häufig. Seit 1816 werden die Gebäude als Brauerei genutzt. Der weitgehend erhaltene Kernbau aus dem 14. Jahrhundert umfasst eine rechteckige Ringmaueranlage mit fünfgeschoßigem Bergfried in der Nordostecke und einem südlich anschließenden, dreigeschoßigen Hauptgebäude. Erhalten sind einzelne gotische und barocke Bautdetails. | BDA-Hist.: Q17326091 Status: Bescheid Stand der BDA-Liste: 2025-06-30 Name: Schloss und Brauerei Neustarkenberg GstNr.: .150 Schloss und Brauerei Neustarkenberg |
| ja   | Datei hochladen | Kath. Pfarrkirche hl. Ulrich HERIS-ID: 4324 Objekt-ID: 167 TKK: 21507                    | Griesegg 33b Standort KG: Tarrenz                | Die im Kern gotische Kirche wurde mehrmals umgestaltet. Um 1500 erfolgte mit dem Meister Jörg der Imster Bauhütte ein Neubau. Um 1730/1735 wurde das Langhaus nach Westen verlängert und die Kirche barockisiert. Von 1882 bis 1886 wurde die Kirche regotisiert. 1891 wurde die Kirche zur Pfarrkirche erhoben. | BDA-Hist.: Q20191163 Status: § 2a Stand der BDA-Liste: 2025-06-30 Name: Kath. Pfarrkirche hl. Ulrich GstNr.: .128 Pfarrkirche hl. Ulrich, Tarrenz                |
| ja   | Datei hochladen | Friedhofskapelle hl. Veit HERIS-ID: 4325 Objekt-ID: 168 TKK: 21511                       | Griesegg 33b Standort KG: Tarrenz                | Die Kapelle wurde vermutlich zugleich mit der Pfarrkirche Ende des 15. Jahrhunderts errichtet. 1664 wurde sie umgebaut oder restauriert, bis in die 1940er Jahre war an der Südseite ein Beinhaus vorgebaut. Der zweijochige Mauerbau mit stark eingezogenem, dreiseitig schließendem Chor hat ein steiles Satteldach mit hölzernem Dachreiter aus dem 19. Jahrhundert. An der Westfassade befindet sich ein Spitzbogenportal. Im Inneren wird das Langhaus mit Stichkappentonne mit aufgelegtem Gratdekor durch einen spitzbogigen, abgefasten Triumphbogen vom stichkappengewölbten Chor getrennt. | BDA-Hist.: Q37854299 Status: § 2a Stand der BDA-Liste: 2025-06-30 Name: Friedhofskapelle hl. Veit GstNr.: .129 Friedhofskapelle Tarrenz                          |
| ja   | Datei hochladen | Friedhof mit Bildstöcken an der Friedhofsmauer HERIS-ID: 4326 Objekt-ID: 169 TKK: 115740 | Griesegg 33b Standort KG: Tarrenz                | Der Friedhof um die Pfarrkirche wurde 1409 geweiht und 1940 nach Norden erweitert. Auf die Friedhofsmauer aufgesetzt befinden sich vierzehn nach außen geöffnete Nischenbildstöcke, die im Zuge der Friedhofserweiterung 1944 zum Teil abgetragen und durch neue ersetzt wurden. Die sechs erhaltenen Bildstöcke mit schindelgedecktem Satteldach beherbergen Fresken mit Kreuzwegstationen (Stationen 6 bis 11) vom Ende des 18. Jahrhunderts, die Johann Josef Wörle zugeschrieben werden. Die acht neu errichteten Bildstöcke zeigen Totentanzbilder, die 1949 von Emmerich Landing geschaffen wurden. Die Aufbahrungshalle wurde 1970–1972 erbaut. Am Portal befinden sich Reliefs mit Passionsszenen, die 1973 von Elmar Kopp geschaffen wurden. | BDA-Hist.: Q37855062 Status: § 2a Stand der BDA-Liste: 2025-06-30 Name: Friedhof mit Bildstöcken an der Friedhofsmauer GstNr.: 274 Friedhof Tarrenz              |
| ja   | Datei hochladen | Figurenbildstock hl. Johannes Nepomuk HERIS-ID: 23563 Objekt-ID: 19918 TKK: 21537        | Hauptstraße 15, in der Nähe Standort KG: Tarrenz | Die Bildsäule an der Brücke über den Salvesenbach trägt eine Holzskulptur des hl. Johannes Nepomuk aus dem 18. Jahrhundert unter einer geschwungenen Blechverdachung. | BDA-Hist.: Q37877225 Status: § 2a Stand der BDA-Liste: 2025-06-30 Name: Figurenbildstock hl. Johannes Nepomuk GstNr.: 3503/1                                     |
| ja   | Datei hochladen | Florianbrunnen HERIS-ID: 23565 Objekt-ID: 19920 TKK: 38426                               | bei Hauptstraße 32 Standort KG: Tarrenz          | Der Brunnen aus der zweiten Hälfte des 19. Jahrhunderts besteht aus einem ovalen, aus Natursteinen gemauerten Brunnentrog und einer sechseckigen steinernen Brunnensäule mit einer Holzskulptur des hl. Florian unter einem geschwungenen Blechdach. | BDA-Hist.: Q37877232 Status: § 2a Stand der BDA-Liste: 2025-06-30 Name: Florianbrunnen GstNr.: .71/2 Florianbrunnen (Tarrenz)                                    |
| ja   | Datei hochladen | Mariahilfkapelle HERIS-ID: 23567 Objekt-ID: 19922 TKK: 21514                             | Kappenzipfl 9 Standort KG: Tarrenz               | Die gemauerte Kapelle mit dreiseitigem Abschluss und schindelgedecktem Satteldach mit hölzernem Dachreiter wurde Anfang des 17. Jahrhunderts erbaut. An der Südostfassade befindet sich ein abgefastes, spitzbogig geschlossenes Steinportal, daneben ein nachträglich eingefügtes Ochsenauge. Der Innenraum weist eine gedrückte Stichkappentonne über Konsolen auf. | BDA-Hist.: Q37877241 Status: Bescheid Stand der BDA-Liste: 2025-06-30 Name: Mariahilfkapelle GstNr.: .48 Mariahilfkapelle (Tarrenz)                              |
| ja   | Datei hochladen | Guter-Hirte-Brunnen HERIS-ID: 23568 Objekt-ID: 19923 TKK: 38428                          | bei Kappenzipfl 10 Standort KG: Tarrenz          | Der Brunnen aus der zweiten Hälfte des 19. Jahrhunderts besteht aus einem runden, gusseisernen Brunnentrog und einer runden, steinernen Brunnensäule mit einer Holzskulptur des Guten Hirten unter einem Satteldach. | BDA-Hist.: Q37877251 Status: § 2a Stand der BDA-Liste: 2025-06-30 Name: Guter-Hirte-Brunnen GstNr.: .49/4 Guter-Hirte-Brunnen (Tarrenz)                          |
| ja   | Datei hochladen | Kapelle hl. Johannes Nepomuk HERIS-ID: 23569 Objekt-ID: 19924 TKK: 21519                 | Obtarrenz 36 Standort KG: Tarrenz                | Die Kapelle wurde 1833 anstelle eines barocken Vorgängerbaus von 1732 neu errichtet. Der zweijochige Mauerbau mit dreiseitigem Chorschluss weist ein schindelgedecktes Satteldach mit hölzernem Dachreiter auf. An der Giebelfassade befindet sich ein Rundbogenportal mit darüber liegendem Lünettenfenster. Die Fassaden sind mit Putzgliederung an den Gebäudekanten und Maueröffnungen gestaltet. Der Innenraum ist mit einer gedrückten Stichkappentonne über Pilastern gedeckt. Das Deckenfresko zeigt die Glorie des Hl. Johannes Nepomuk und wurde 1952 von Alois Höfer geschaffen. | BDA-Hist.: Q37877260 Status: § 2a Stand der BDA-Liste: 2025-06-30 Name: Kapelle hl. Johannes Nepomuk GstNr.: .226                                                |
| ja   | Datei hochladen | Heimatmuseum HERIS-ID: 4333 Objekt-ID: 176 TKK: 115741                                   | Schulgasse 18 Standort KG: Tarrenz               | Das Gebäude wurde 1734 als Bauernhaus errichtet und dient seit 1981 als Heimatmuseum. Der quergeteilte, zweigeschoßige Einhof mit Satteldach besteht aus dem ehemaligen gemauerten Wohnteil in der nordöstlichen Gebäudehälfte und dem Wirtschaftsteil mit gemauertem Stall und in Ständerbauweise gezimmerter Heulege. | BDA-Hist.: Q37860778 Status: § 2a Stand der BDA-Liste: 2025-06-30 Name: Heimatmuseum GstNr.: .138 Heimatmuseum Tarrenz                                           |
| ja   | Datei hochladen | Kapelle Unsere Liebe Frau HERIS-ID: 4335 Objekt-ID: 178 TKK: 21523                       | Sinnesbrunn Standort KG: Tarrenz                 | Die Wallfahrtskapelle wurde 1829 anstelle eines kleineren, 1777 von Johann Gapp aus Obtarrenz errichteten Vorgängerbaus erbaut. Der zweijochige Mauerbau mit dreiseitig schließendem Chor und hölzernem Dachreiter am Satteldach weist an der westlichen Giebelfassade ein Rundbogenportal und traufseitig je zwei rundbogig geschlossene Fensteröffnungen auf. Die Fassaden sind mit Putzgliederung an den Gebäudekanten und Maueröffnungen gestaltet. Der Innenraum ist mit einem Tonnengewölbe mit Stichkappen gedeckt. Am Altar steht das Gnadenbild der Madonna mit Kind aus dem 18. Jahrhundert in einem Glasschrein. | BDA-Hist.: Q37862818 Status: § 2a Stand der BDA-Liste: 2025-06-30 Name: Kapelle Unsere Liebe Frau GstNr.: .241 Kapelle Sinnesbrunn                               |
| BW   | Datei hochladen | Bildstock mit Kreuzigungsgruppe HERIS-ID: 23560 Objekt-ID: 19915 TKK: 21524              | Sinnesbrunn Standort KG: Tarrenz                 | Der gemauerte Nischenbildstock am Weg zur Wallfahrtskapelle Sinnesbrunn wurde im 3. Viertel des 18. Jahrhunderts errichtet. In der vergitterten, segmentbogig geschlossenen Nische befindet sich eine Kreuzigungsgruppe. | BDA-Hist.: Q37877200 Status: § 2a Stand der BDA-Liste: 2025-06-30 Name: Bildstock mit Kreuzigungsgruppe GstNr.: 3364/354                                         |
| ja   | Datei hochladen | Kapelle Hl. Dreifaltigkeit in Strad HERIS-ID: 23571 Objekt-ID: 19926 TKK: 21521          | bei Strad 12c Standort KG: Tarrenz               | Ein kleinerer Vorgängerbau von 1690, vermutlich eine offene Kapelle mit dreiseitigem Schluss, wurde Anfang des 19. Jahrhunderts durch ein breiteres Langhaus erweitert und mit einem mächtigen Turm über der alten Kapelle versehen. 1881 wurde die Kirche neugotisch umgebaut und das zweijochige Langhaus um zwei weitere Joche verlängert. Im Inneren ist das Langhaus mit einer gedrückten Stichkappentonne überwölbt. | BDA-Hist.: Q37877274 Status: § 2a Stand der BDA-Liste: 2025-06-30 Name: Kapelle Hl. Dreifaltigkeit in Strad GstNr.: .169 Dreifaltigkeitskapelle (Tarrenz)        |
| ja   | Datei hochladen | Widum HERIS-ID: 23572 Objekt-ID: 19927 TKK: 29169                                        | Trujegasse 21 Standort KG: Tarrenz               | Der zweigeschoßige Mauerbau mit Walmdach stammt aus dem 18. Jahrhundert. An der nordwestlichen Traufseite befindet sich ein Rundbogenportal, unter dem Dachansatz eine breite, umlaufende Hohlkehle. | BDA-Hist.: Q37877284 Status: § 2a Stand der BDA-Liste: 2025-06-30 Name: Widum GstNr.: .113 Widum (Tarrenz)                                                       |
| ja   | Datei hochladen | Kapelle HERIS-ID: 23561 Objekt-ID: 19916 TKK: 21513                                      | bei Trujegasse 22 Standort KG: Tarrenz           | Die Kapelle in der Trujegasse ist ein architektonisch schlichter Bau mit dreiseitigem Chorschluss, steilem Satteldach und regelmäßiger Fassadengliederung. Sie stammt aus der 2. Hälfte des 17. Jahrhunderts. An der Giebelfassade befindet sich eine segmentbogige, von zwei kleinen Rechteckfenstern flankierte Türöffnung, darüber im Giebelfeld eine rechteckige Maueröffnung als Einstieg in den Dachstuhl. Der eineinhalbjochige Innenraum wird von einem Stichkappengewölbe überfangen. An den beiden Apsisschrägseiten finden sich Wandnischen mit Muschelkonchen, die stilistisch auf die Ötztaler Baumeisterfamilie Keil hinweisen. | BDA-Hist.: Q37877211 Status: Bescheid Stand der BDA-Liste: 2025-06-30 Name: Kapelle GstNr.: 4/1 Kapelle in der Trujegasse, Tarrenz                               |